# La Frasnée

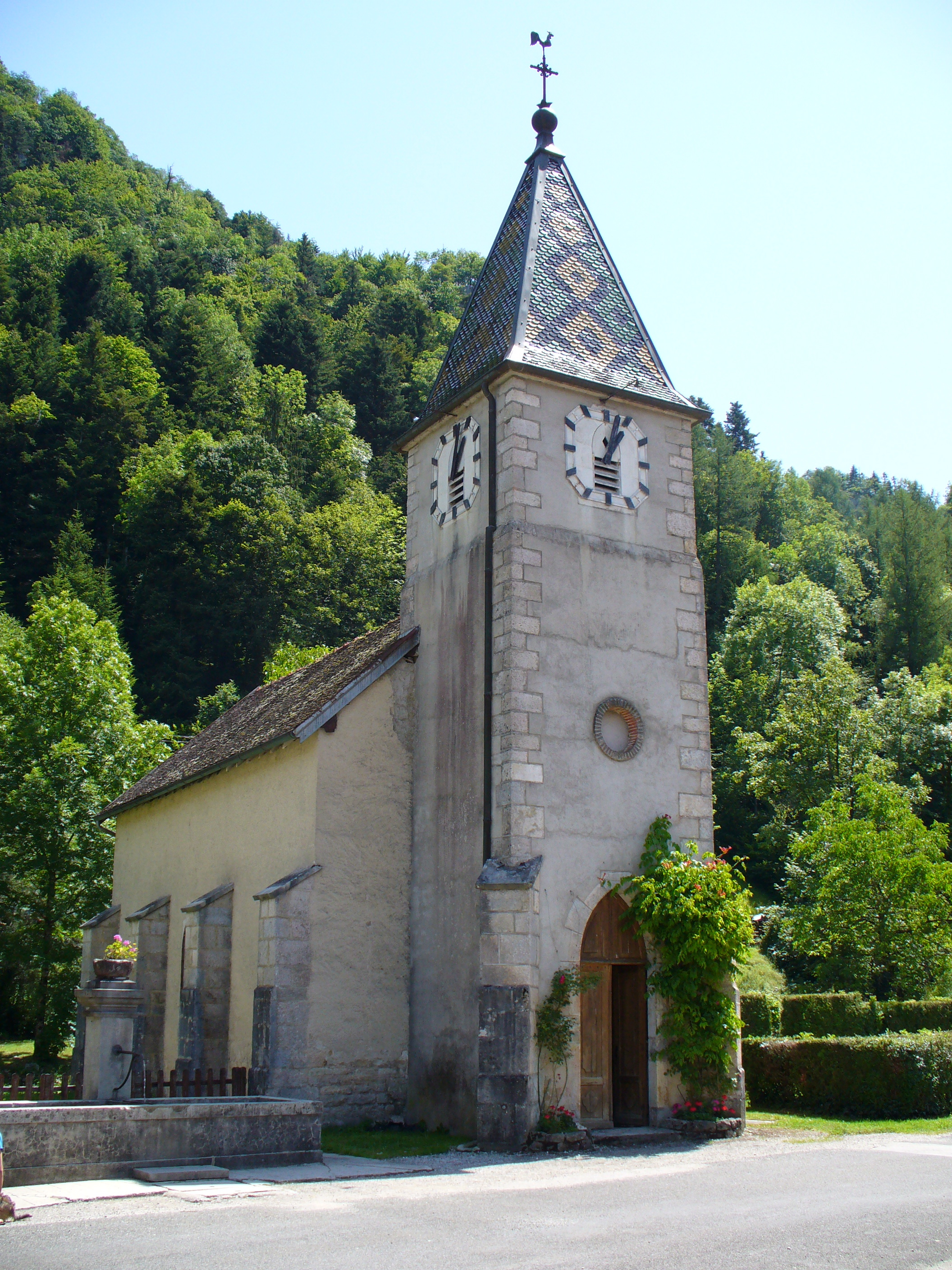
Église de La Frasnée

La Frasnée là một xã trong vùng hành chính Franche-Comté, thuộc tỉnh Jura, quận Lons-le-Saunier, tổng Clairvaux-les-Lacs. Tọa độ địa lý của xã là 46° 33' vĩ độ bắc, 05° 48' kinh độ đông. La Frasnée nằm trên độ cao trung bình là 550 mét trên mực nước biển, có điểm thấp nhất là 538 mét và điểm cao nhất là 775 mét. Xã có diện tích 3.19 km², dân số vào thời điểm 1999 là 41 người; mật độ dân số là 13 người/km².

## Thông tin nhân khẩu
| 1962 | 1968 | 1975 | 1982 | 1990 | 1999 |
| ---- | ---- | ---- | ---- | ---- | ---- |
| 36   | 51   | 64   | 47   | 39   | 41   |

## Địa điểm tham quan
Nhà thờ của La Frasnée được xây dựng trong thế kỉ thứ 19.